# فهد العويضة
فهد العويضة (1350هـ - 10 جمادى الأولى 1424هـ) رجل أعمال سعودي.

## سيرة
ولد رجل الأعمال الشيخ فهد بن عبد الله بن محمد العويضه الدهمشي العنزي في مدينة بريدة بالقصيم عام 1350هـ وترعرع في كنف والديه من أسرة مكونة من ثلاثة أبناء وأخت وكان أصغر اخوانه وعرف عنه بره لوالديه والإحسان إليهما وكان عميد أسرة العويضه وكبيرها، كان عصامياً قوي الايمان بربه تحلى بالصدق والأمانة وحسن الخلق والحزم والجد وكان رجلاً جاداً، عرف بعبقريته وقدرته دائماً على الإبداع والتطور كما عرف عنه التواضع وتعليم أبنائه وتوجيههم لمبادئ حسن الأخلاق والتمسك في امور دينهم بعيدا عن التطرف والغلو وقد اهتم الشيخ بالأعمال الخيرية من بناء المساجد وتوزيع الأراضي على الفقراء وإنشاء مكتب خاص للإعانات السنوية في مقر شركته بالملز وكان يهتم بتوزيعها ويشرف عليها شخصياً وخاصة في شهر رمضان. وقد أبلى بلاءً حسناً في حياته ليوجد له اسماً تجاريا عملاقاً يتمتع بالثقة والمصداقية في الداخل والخارج وقد قال الملك فهد عنه بعد افتتاح طريق الصمان شمال الرياض عام 1987م الذي نفذته مجموعة العويضه «ليت كل رجال الأعمال مثل فهد العويضه»، حيث أن ذلك الطريق شكل تحدياً لكل شركات المقاولات بسبب وعورته ووجود كثبان رملية كثيفة فيه وقد اجتهد في بناء ثروته المكونه من عدة شركات ومؤسسات مختلفة المناشط والإنجازات ساهم من خلالها في تطوير أعمال البنية التحتية في المملكة من طرق ومشاريع تنموية مختلفة امتدت لأكثر من أربعين عاماً. ويعد الشيخ فهد العويضه أحد أبرز رجال الأعمال الداعمين لمشاريع الاقتصاد الإسلامي والعمل الخيري، وكان للشيخ جلسة غداء بعد صلاة كل جمعة يحضر فيها المثقفون والمشايخ ورجال الدولة وتدار فيها أهم المستجدات على الساحة.

## الوفاة
وتُوفي يوم الخميس الموافق 10 من جمادى الأولى 1424هـ الموافق لـ 11 يوليو 2003 عن عمر يناهز 72 عاماً إثر إصابته بضيق في التنفس وضعف في وظائف القلب.

## تخليد
- مدرسة الشيخ فهد العويضة النسائية لتحفيظ القرآن الكريم بالحمراء.
- مركز الشيخ فهد العويضة لعلاج القدم السكري ببريدة.